# Pterolophia truncata
Pterolophia truncata là một loài bọ cánh cứng trong họ Cerambycidae.